# Karina Barrón Perales
Karina Marlen Barrón Perales (Ciudad Victoria, Tamaulipas; 3 de septiembre de 1979) es una política mexicana, miembro del Partido Revolucionario Institucional (PRI). Es diputada federal para el periodo de 2021 a 2024.

## Biografía
Es licenciada en Ciencias Políticas y Administración Pública por la Universidad de Monterrey. 
Ha ocupado numerosos cargos públicos, entre los que están, en el Ayuntamiento de Monterrey: directora de Modernización y Proyectos de la secretaría de Desarrollo Humano y Social, coordinadora de Proyectos Sociales en la secretaría de Vialidad y Tránsito, coordinadora de Capacitación SVT en la secretaría del Ayuntamiento, jefa de Gestoría Social en la oficina particular de la Alcaldía, y jefa de Relaciones Públicas en la secretaría de Desarrollo Social. Así como secretaria particular en la Secretaría Técnica de San Nicolás de los Garza.
De 2012 a 2014 fue secretaría de Servicios Públicos y en 2014 titular del Instituto de la Mujer Regia, ambos en el ayuntamiento de Monterrey encabezado por Margarita Arellanes.
En las elecciones de 2015 —en las que también fue elegido como gobernador Jaime Rodríguez Calderón— fue postulada candidata independiente y elegida diputada a la LXXIV Legislatura del Congreso del Estado de Nuevo León por el distrito 8 local con cabecera en Apodaca. En esta legislatura, que concluyó en 2018, ocupó los cargos de vicepresidenta de la comisión de Hacienda; vocal de las comisiones de Gobernación y Organización Interna de Los Poderes; Quinta de Hacienda y Desarrollo Municipal, Legislación y Puntos Constitucionales; de Justicia y Seguridad Pública; de Educación, Cultura y Deporte; y, de Vigilancia.
En el siguiente proceso electoral, el de 2018, fue reelegida como diputada, pero esta vez por la vía de la representación proporcional a la LXXV Legislatura del Congreso del Estado y como militante del PRI. En esta segunda legislatura fue presidenta de la comisión para la Igualdad de Género; vicepresidenta de la comisión de Desarrollo Metropolitano; secretaria de la comisión de Medio Ambiente y Desarrollo Sustentable; y, vocal de las comisiones de Desarrollo Urbano; de Juventud; de Presupuesto; de Salud; y, de Atención a Grupos Vulnerables.
En el proceso electoral federal de 2021 fue postulada candidata del PRI a diputada federal por el Distrito 10 de Nuevo León. Triunfó en la elección, por lo que integró la LXV Legislatura de 2021 a 2024. En ésta legislatura ocupa los cargos de secretaria de la comisión de Energía; e integrante de las comisiones de Gobernación y Población; y, de Medio Ambiente y Recursos Naturales.